# USS Fuller (APA-7)
USS Fuller (APA-7) – był amerykańskim transportowcem desantowym typu Heywood, który wziął udział w działaniach II wojny światowej. Odznaczony dziewięcioma battle star.
Stępkę jednostki położono pod nazwą SS War Wave w 1918 roku dla British Shipping Controller w stoczni Bethlehem Steel w Alameda (Kalifornia). Został zarekwirowany dla United States Shipping Board i ukończony pod nazwą SS Archer. Został nabyty przez Baltimore Mail Steamship Co. w latach 20. XX wieku, przedłużony i dostosowany do przewozu pasażerów i towarów pod koniec lat 20. Wszedł do służby w firmie Baltimore Mail Steamship Co. jako SS City of Newport News w 1931 roku. Nabyty przez Panama Pacific Line w 1938 roku. 
Nabyty przez US Navy 12 listopada 1940 roku. Wszedł do służby jako USS Fuller (AP-14) 9 kwietnia 1941 roku. Przeklasyfikowany na transportowiec desantowy (APA-7) 1 lutego 1943 roku. W czasie II wojny światowej brał udział w walkach zarówno na europejskim jak i azjatyckim teatrze wojennym.
Brał udział w walkach o Guadalcanal, Tulagi, Cape Torokina (operacja Treasury-Bougainville), Saipan, Tinian, południowe wyspy Palau, San Pedro Bay (Leyte), zatokę Lingayen i Okinawę.
Wycofany ze służby 20 marca 1946 roku. Przekazany do Maritime Commission 1 lipca tego roku. Odstawiony do National Defense Reserve Fleet, Olympia, WA. Group. Sprzedany na złom 22 kwietnia 1957 roku.